# Jack Nelson
Pour les articles homonymes, voir Nelson.
Jack Nelson né le 15 octobre 1882 à Memphis (États-Unis), et mort le 10 novembre 1948 à North Bay (Canada), est un acteur et réalisateur américain de l'époque du cinéma muet.
Il apparait dans 88 films entre 1910 et 1935, et a dirigé 58 films entre 1920 et 1935.

## Filmographie partielle

### Comme acteur
- 1914 : The Silent Witness de Thomas H. Ince et Charles Giblyn
- 1915 : Des fleurs pour sa gosse (The Alien) de Thomas H. Ince et Reginald Barker
- 1916 : If My Country Should Call de Joseph De Grasse
- 1916 : Undine de Henry Otto
- 1917 : A Kiss for Susie de Robert Thornby
- 1918 : When Do We Eat? de Fred Niblo
- 1918 : Riders of the Purple Sage de Frank Lloyd
- 1919 : The Haunted Bedroom de Fred Niblo
- 1919 : Le Soupçon (The Girl with No Regrets) de Harry F. Millarde
- 1919 : The Wilderness Trail de Edward LeSaint
- 1919 : La Permission de Teddy (23 1/2 Hours' Leave) de Henry King
- 1919 : Le Champion (The Busher) de Jerome Storm (non crédité)
- 1920 : Love Madness de Joseph Henabery
- 1924 : After a Million
- 1927 : Say It with Diamonds
- 1928 : Tarzan the Mighty
- 1929 : The Diamond Master (en)

### Réalisateur
- 1921 : Le Détective improvisé (The Rookie's Return)
- 1921 : La Coupable (I Am Guilty)
- 1921 : La Roue de la fortune (The Home Stretch)
- 1922 : Diavolo se marie (Watch Him Step)
- 1923 : Diavolo dans les flammes (Thru the Flames)
- 1924 : After a Million
- 1927 : The Fighting Hombre
- 1927 : Say It with Diamonds
- 1928 : Tarzan the Mighty , réalisé avec Ray Taylor
- 1929 : The Diamond Master (en)
- 1931 : Two-Gun Caballero
- 1934 : The Border Menace
- 1935 : The Tia Juana Kid